# Difenoxilát
A difenoxilát egy opioid agonista, amelyet a hasmenés kezelésére használnak. Anti-perisztaltikus hatása révén lassítja a perisztaltikát és a bélmozgást, ezáltal meghosszabbítja a tranzit időt, ezáltal lehetővé teszi, hogy a nedvesség felszívódjon, így meggátolja az ömlesztett és folyékony székletet.

## Farmakológia
A difenoxilát szintetikus morfin analóg petidin származék, amelynek nincs fájdalomcsillapító hatása.
A bélfal opiát receptoraira hatva csökkenti a kolinerg hatásokat. Ajánlott adagban specifikusan csökkenti a vékony - és vastagbél perisztaltikáját és lassítja béltartalom tranzit idejét. Csökkenti a bél motilitását, ezért diarrhoea, ileostomia és colostomia esetén tüneti kezelésre használják.
Amennyiben 48 órán belül a tünetek nem rendeződnek, a továbbiakban sem várható már kedvező hatás.
Májműködési zavar esetén a lassabb gyógyszermetabolizáció miatt a beteget az esetleg kialakuló központi idegrendszeri toxicitás miatt felügyelet alatt kell tartani.

## Atropinnal kombinálva
A legtöbb esetben az atropint a hozzászokás elkerülése miatt tartalmazzák.
Az atropin, az acetilkolin versenyképes antagonistája, szubterápiás mennyiségben van jelen a tablettában. Csökkenti a tápcsatornában a motilitást és a szekréciót.

## Készítmények
REASEC

## Fordítás
- Ez a szócikk részben vagy egészben  a   Diphenoxylate című angol Wikipédia-szócikk fordításán alapul.  Az eredeti cikk szerkesztőit annak laptörténete sorolja fel. Ez a jelzés csupán a megfogalmazás eredetét és a szerzői jogokat jelzi, nem szolgál a cikkben szereplő információk forrásmegjelöléseként.